# Diceratostelinae
De Diceratostelinae vormen een subtribus van de Triphoreae, een tribus van de orchideeënfamilie (Orchidaceae).
De naam is afgeleid van het geslacht Diceratostele.

## Taxonomie
De subtribus omvat één geslacht met slechts één soort.
- Geslacht:
  - Diceratostele